# Speicher (Eifel)
Speicher ist eine Stadt nahe der Kyll im Eifelkreis Bitburg-Prüm in Rheinland-Pfalz und Verwaltungssitz der gleichnamigen Verbandsgemeinde. Speicher ist gemäß Landesplanung als Grundzentrum ausgewiesen.

## Geographie
Speicher liegt in der Natur- und Kulturlandschaft der Südeifel unweit von Bitburg. Die Stadt befindet sich 20 Kilometer nördlich von Trier und 19 Kilometer westlich der Kreisstadt Wittlich (jeweils Luftlinie).
Zu Speicher gehören auch die Wohnplätze Bahnhof Speicher, Bermeshausen, Commeshof, Laymühle und Schalfelderhof sowie der Weiler Speichermühle.
Nachbarorte sind die Ortsgemeinden Philippsheim im Nordwesten, Beilingen im Nordosten, Herforst im Osten, Orenhofen und Preist im Süden sowie – jenseits der Kyll – Sülm und Röhl im Westen.

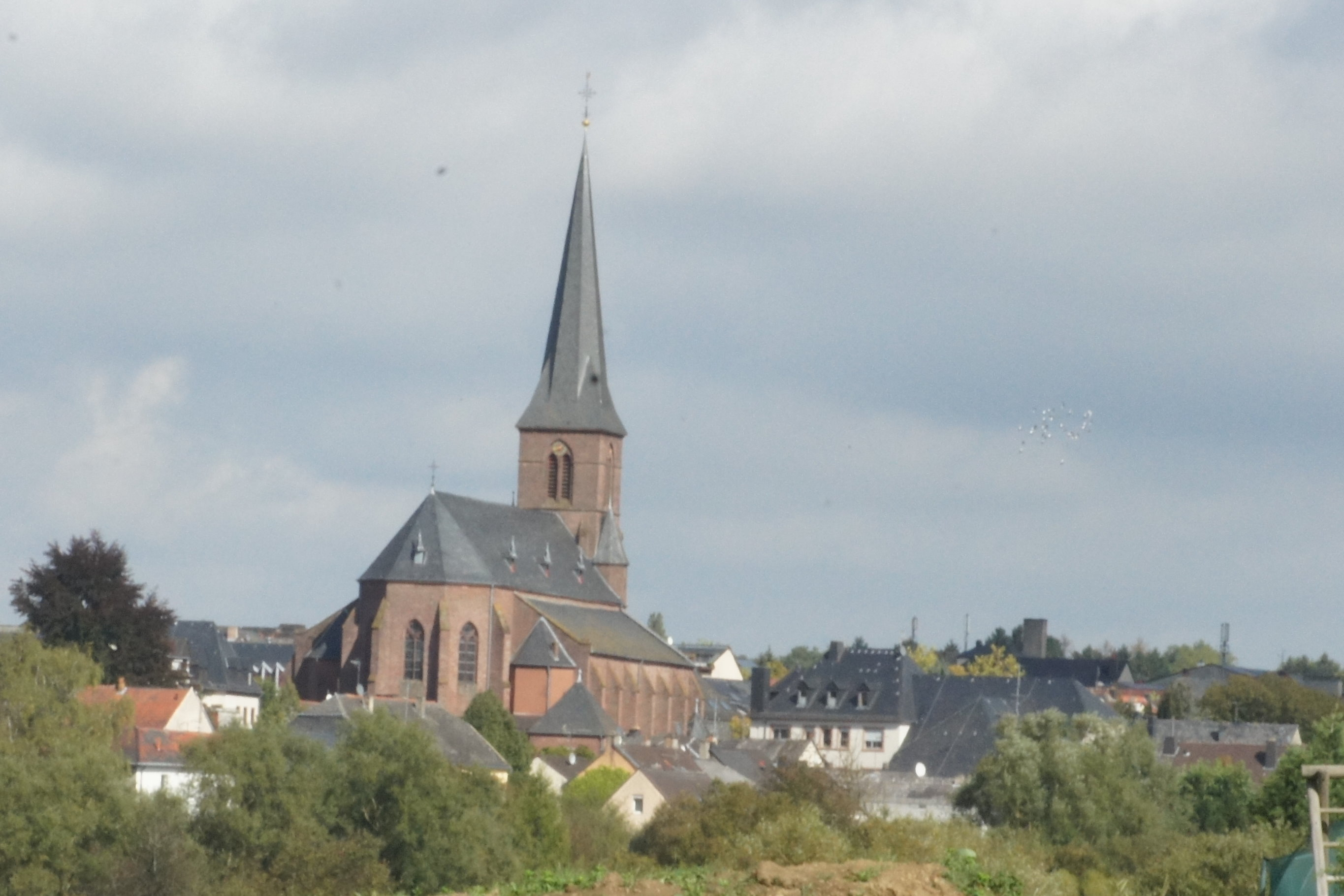
Speicher, Pfarrkirche St. Philippus und St. Jakobus (2012)

## Geschichte
Erstmals genannt wird Speicher 834 in einer Urkunde als madalbodi spicarium (spicarium von lat. spica = Ähre), 1136 taucht der Name Spichera in einer Urkunde auf. Altertumsfunde im Speicherer Wald, die römischen Ursprungs sind, lassen jedoch darauf schließen, dass Speicher noch älter ist.
Speicher stand seit 1354 unter luxemburgischer Landeshoheit und zählte zur Herrschaft Bruch. 1815 wurde Speicher dem Königreich Preußen zugeschlagen.
Den Römern ist die Entwicklung einer gegen Ende des ersten und zu Beginn des zweiten Jahrhunderts n. Chr. blühenden Töpferindustrie zu verdanken, die bis in die Gegenwart als heimische Industrie fortlebt. Zahlreiche im Speicherer Wald ausgegrabene Öfen und Tonwarenfunde zeugen von einer umfangreichen Fertigung von Tonwaren und Ziegeln bis ins 5. Jahrhundert hinein. Ab dem frühen 14. Jahrhundert begannen Speicher Töpfermeister mit der Herstellung von Speicher Steinzeug, dass bis in die Neuzeit produziert wurde. Die Tonwaren wurden durch Kaufleute im Wandergewerbe über ganz Deutschland hin und darüber hinaus in den Nachbarländern zum Kauf angeboten.
Neben der Töpferindustrie zeugen auch zahlreiche Grabfunde im Speicherer Wald und der Umgebung von der frühen Besiedelung. Zu den wichtigsten Funden zählt eine ausgedehnte Nekropole im Speicherer Wald aus vorrömischer Zeit. Neben der Nekropole fand man zudem eine Gruppe von vier römischen Grabhügeln sowie ein einzelnes römisches Brandgrab aus dem 3. Jahrhundert n. Chr.
Von 1869 bis 2003 war Speicher Sitz einer Sparkasse, der Amtssparkasse Speicher. Sie fusionierte mit der Kreissparkasse Bitburg-Prüm, die heute dort eine Filiale unterhält.
Die Gemeinde Speicher wurde am 8. Mai 2011 zur Stadt erhoben.

### Bevölkerungsentwicklung
Die Entwicklung der Einwohnerzahl der Stadt Speicher, die Werte von 1871 bis 1987 beruhen auf Volkszählungen:
| Speicher (Eifel): Einwohnerzahlen von 1815 bis 2024 | Speicher (Eifel): Einwohnerzahlen von 1815 bis 2024 | Speicher (Eifel): Einwohnerzahlen von 1815 bis 2024 | Speicher (Eifel): Einwohnerzahlen von 1815 bis 2024 | Speicher (Eifel): Einwohnerzahlen von 1815 bis 2024 |
| --------------------------------------------------- | --------------------------------------------------- | --------------------------------------------------- | --------------------------------------------------- | --------------------------------------------------- |
| Jahr                                                |                                                     |                                                     |                                                     | Einwohner                                           |
| 1815                                                | 1815                                                |                                                     | 1.331                                               | 1.331                                               |
| 1835                                                | 1835                                                |                                                     | 1.946                                               | 1.946                                               |
| 1871                                                | 1871                                                |                                                     | 2.160                                               | 2.160                                               |
| 1905                                                | 1905                                                |                                                     | 2.034                                               | 2.034                                               |
| 1939                                                | 1939                                                |                                                     | 2.140                                               | 2.140                                               |
| 1950                                                | 1950                                                |                                                     | 2.420                                               | 2.420                                               |
| 1961                                                | 1961                                                |                                                     | 2.785                                               | 2.785                                               |
| 1970                                                | 1970                                                |                                                     | 3.060                                               | 3.060                                               |
| 1987                                                | 1987                                                |                                                     | 2.687                                               | 2.687                                               |
| 1997                                                | 1997                                                |                                                     | 2.978                                               | 2.978                                               |
| 2005                                                | 2005                                                |                                                     | 3.131                                               | 3.131                                               |
| 2011                                                | 2011                                                |                                                     | 3.179                                               | 3.179                                               |
| 2017                                                | 2017                                                |                                                     | 3.429                                               | 3.429                                               |
| 2024                                                | 2024                                                |                                                     | 3.681                                               | 3.681                                               |
|                                                     |                                                     |                                                     |                                                     |                                                     |

## Religion

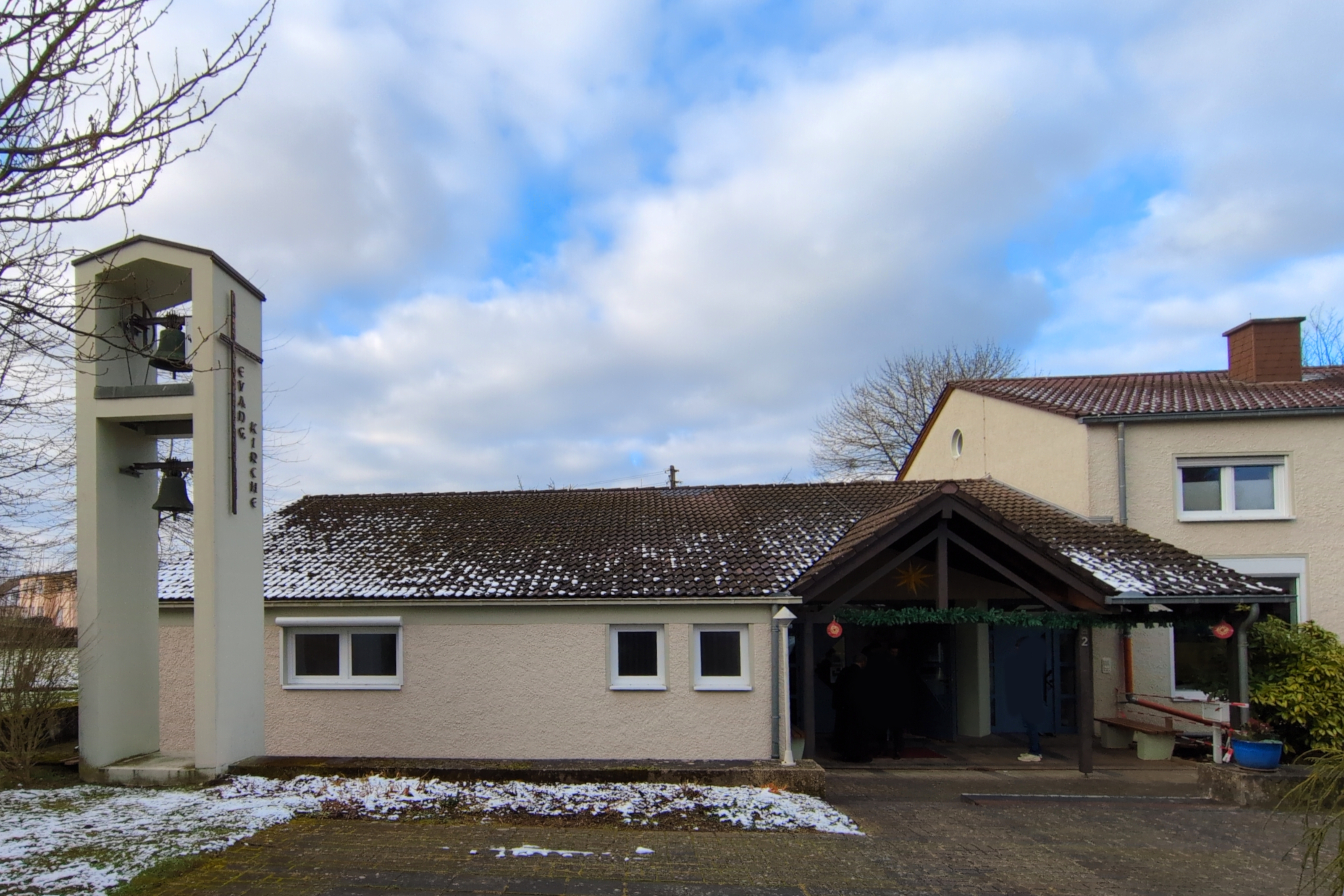
Evangelische Kirche

Historisch ist Speicher wie nahezu die gesamte Eifel katholisch geprägt; so sind 76,8 % der Einwohner katholisch, 9,9 % evangelisch, die restlichen knapp 13,3 % anderer oder ohne Religion.
Über viele Jahrhunderte hinweg war die Stadt zum Erzstift und Kurfürstentum Trier gehörig, einem bedeutenden geistlichen Territorium im Heiligen Römischen Reich, dessen Erzbischof traditionell zu den sieben Kurfürsten zählte. Insbesondere wegen des Heiligkeitsanspruchs des Reichs war es nicht hinnehmbar, dass sich einzelne Regionen von der alten römischen Kirche abwandten. Erneuerungsbewegungen wie die Reformation konnten in der Region Trier und damit auch innerhalb Speichers niemals Fuß fassen. Zentrales Gotteshaus der Pfarrei St. Philippus u. Jakobus (Bistum Trier) ist die 1896, im neugotischen Stil erbaute, gleichnamige Pfarrkirche, welche mit ihrem hohen Turm auch heute noch das Ortsbild dominiert. Trotzdem befindet sich in Speicher auch eine Kirche der Evangelischen Kirchengemeinde Bitburg.

## Politik

### Stadtrat
Der Stadtrat in Speicher besteht aus 20 Ratsmitgliedern, die bei den Kommunalwahlen am 9. Juni 2024 in einer personalisierten Verhältniswahl gewählt wurden, und der ehrenamtlichen Stadtbürgermeisterin als Vorsitzender. Die Bezeichnung Stadtrat, vorher Gemeinderat, erfolgte aufgrund der Stadterhebung im Jahr 2011.
Die Sitzverteilung im Stadtrat:
| Wahl | SPD | CDU | FDP | FW | Gesamt   |
| ---- | --- | --- | --- | -- | -------- |
| 2024 | 6   | 8   | 2   | 4  | 20 Sitze |
| 2019 | 7   | 10  | 3   | –  | 20 Sitze |
| 2014 | 8   | 9   | 3   | –  | 20 Sitze |
| 2009 | 6   | 11  | 3   | –  | 20 Sitze |
| 2004 | 5   | 12  | 3   | –  | 20 Sitze |

### Bürgermeister
Birthe Thomsen (CDU) wurde am 18. September 2024 Stadtbürgermeisterin von Speicher. Bei der Kommunalwahl 2024 war sie am 23. Juni in einer Stichwahl gegen Jürgen Armin Rauschenbach (SPD) mit einem Stimmenanteil von 59,1 % gewählt worden, nachdem im ersten Wahlgang am 9. Juni keiner der ursprünglich drei Bewerber eine absolute Mehrheit erreicht hatte.
Thomsens Vorgänger Erhard Hirschberg (CDU) hatte 1999 das Amt des Ortsbürgermeisters übernommen (die Stadtrechte erhielt Speicher 2011). Zuletzt bei der Direktwahl am 26. Mai 2019 war er mit einem Stimmenanteil von 73,64 % für weitere fünf Jahre in seinem Amt bestätigt worden. Bei der Wahl 2024 trat er nicht erneut an.

### Wappen
| Wappen von Speicher | Blasonierung: „In Schwarz eine eingeschweifte rote Spitze, darin eine wachsende goldene Ähre; vorne ein goldener Krug, hinten ein goldenes Töpferrad.“ |
| Wappen von Speicher | Wappenbegründung: Durch die Symbole Krug und Töpferrad weist das Gemeindewappen hin auf die außergewöhnliche große Bedeutung der Keramikindustrie im Gebiet von Speicher, die bis in die römische Zeit zurückreicht. Zu neuer Blüte gelangt die Tonwarenfabrikation im 14. Jahrhundert. Um 1485 wird eine Bruderschaft der Krugbäcker gegründet. Die Ähre ist Hinweis auf die Urform des Ortsnamens „Spicarium“ der auf (lat.) spica = die Ähre zurückgeht. |

## Sprache
Speicherer Wahlspruch
Wat mir geen, dat geema gär, äwa ma geen neist. (Was wir geben, das geben wir gerne, aber wir geben nichts)
Die Heimatsprache der Speicherer ist Moselfränkisch in seiner lokal gefärbten Art. Zum Moselfränkisch der Nachbargemeinden gibt es kleine aber feine Unterschiede. Das typische Beispiel hierfür ist das „eecht“ für die Zahl acht, die von den Nachbargemeinden mit „aacht“ übersetzt wird. Während man beispielsweise in Herforst „oabichten“ (arbeiten) geht, gehen die Speicherer „schaffen“.
So wie das luxemburgische Moselfränkisch mit einer Vielzahl französischer Begriffe gespickt ist, so ist das Speicherer mit jenischen Ausdrücken durchsetzt, was auf die Tradition der ambulanten Händler zurückzuführen ist. Beispiel: Den Houtz beknäst miaz. (Der Mann versteht nichts.)

## Kultur und Sehenswürdigkeiten
In Speicher befinden sich eine Anzahl unter Denkmalschutz stehender Kulturdenkmäler.

### Bauwerke

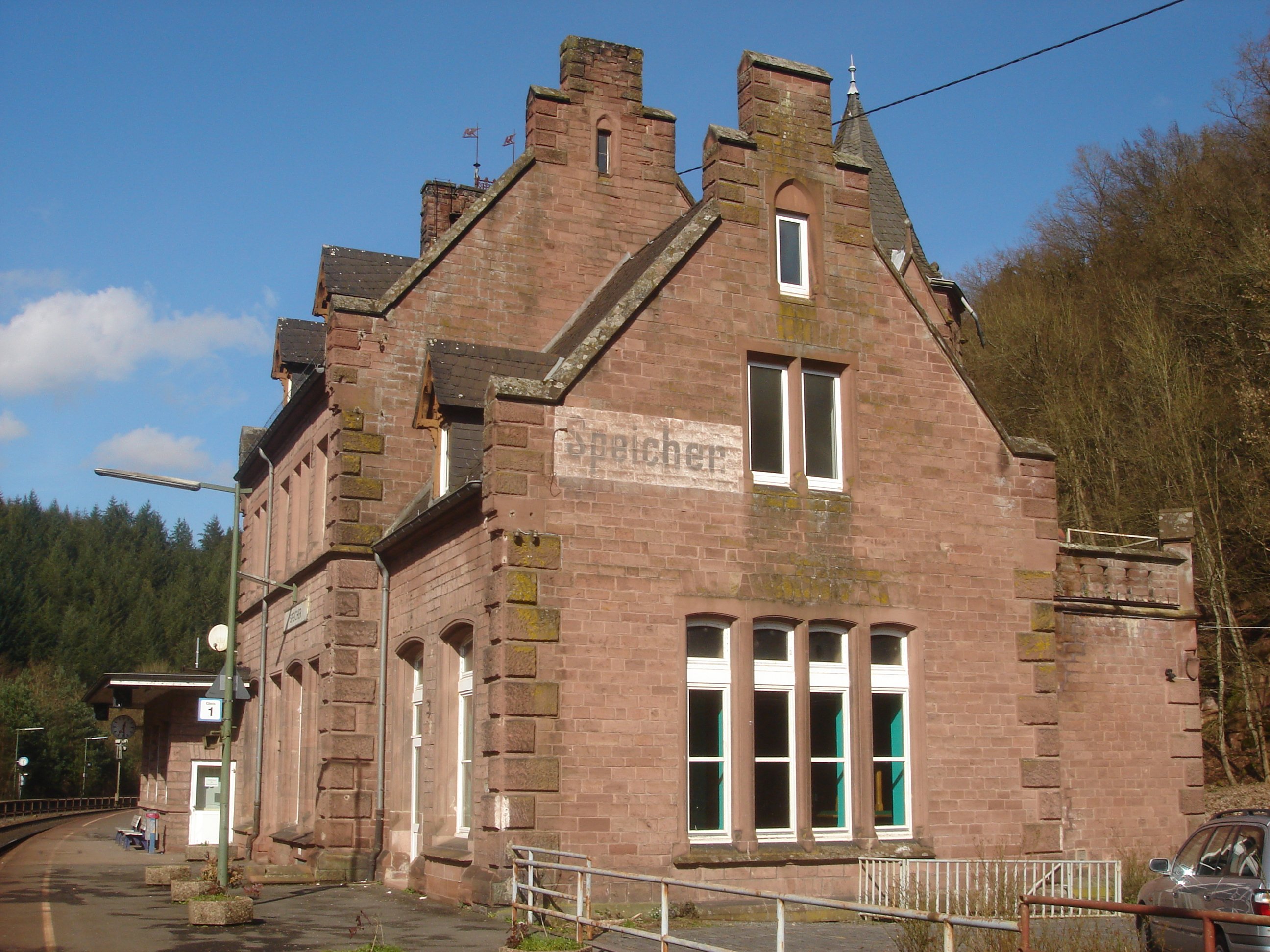
Speicherer Bahnhof

- Die Katholische Pfarrkirche St. Philippus und St. Jakobus, eine neugotische dreischiffige Hallenkirche mit monumentaler Eingangshalle; 1895 vom Trierer Diözesanbaumeister Reinhold Wirtz geplant.
- Der Friedhof mit einem Friedhofskreuz von 1848; Nahe dem Friedhof mehrere Wegekreuze (Schaftkreuze, Nischenkreuze), teilweise 16. Jahrhundert.
- Die Kreuzkapelle, ein Putzbau mit Dachreiter von 1777; in der Südwand eine Kreuzigungsgruppe.
- Das ehemalige Rathaus, ein breit gelagerter Walmdachbau in Reformarchitektur; errichtet etwa 1920/30 (Jacobsstraße).
- Die Denkmalzone Bahnhofstraße und Jacobsstraße, vier villenartige Wohnhäuser mit Mansarddächern und dem ehemaligen Rathaus; zwischen 1920 und 1930 errichtet.
- Die Denkmalzone Maarstraße, charakteristischer Abschnitt für die Bebauung an den Ortskernrändern; erbaut Mitte des 19. Jahrhunderts.

### Gemarkung
- Die Denkmalzone Bahnhof Speicher, der an der Eifelbahn gelegene Bahnhof und das Bahnwärterhaus an der Kyllbrücke beim Nordportal des Loskyller Tunnels; um 1871.
- Die Speichermühle, ein viergeschossiges Ölmühlengebäude aus der Mitte des 19. Jahrhunderts, im Kern wahrscheinlich aus dem 16. oder 17. Jahrhundert, Hauptgebäude von 1752, Kapelle 1700 (im Kylltal westlich von Speicher).
- Die Laymühle, ein Quereinhaus, aufwändige Anlagen zur Wasserführung aus dem frühen 19. Jahrhundert.
- Der Commeshof, Hofanlage von 1845 mit einem dreiachsigen ehemaligen Wohnhaus von 1860 und einer Kapelle von 1858 (in einem Seitental des Kallenbachs).
- Die Bildchenkapelle, ein Putzbau mit neugotischem Eingang von 1877 (im Wald östlich des Ortes).
- Mehrere Wegekreuze, 16. und 18. Jahrhundert.

## Wirtschaft und Infrastruktur

### Ansässige Unternehmen
Der größte Arbeitgeber in der Ortsgemeinde Speicher ist das familiengeführte Unternehmen der STUCO GmbH & Co. KG. Es handelt sich dabei um eine Holding bestehend aus den Unternehmen:
- STUCO Fullservice GmbH (Werbeartikelproduktion und -beschaffung, Werbeartikellogisitk und Versandservice sowie B2B und B2C Webshops)
- STUCO Metall GmbH (Produzent von Markenemblemen, Metallauszeichnungen, Metall Accessoires und Sonderanfertigungen aus Metall)

Die Holding beschäftigt insgesamt mehr als 250 Mitarbeiter.

### Verkehr

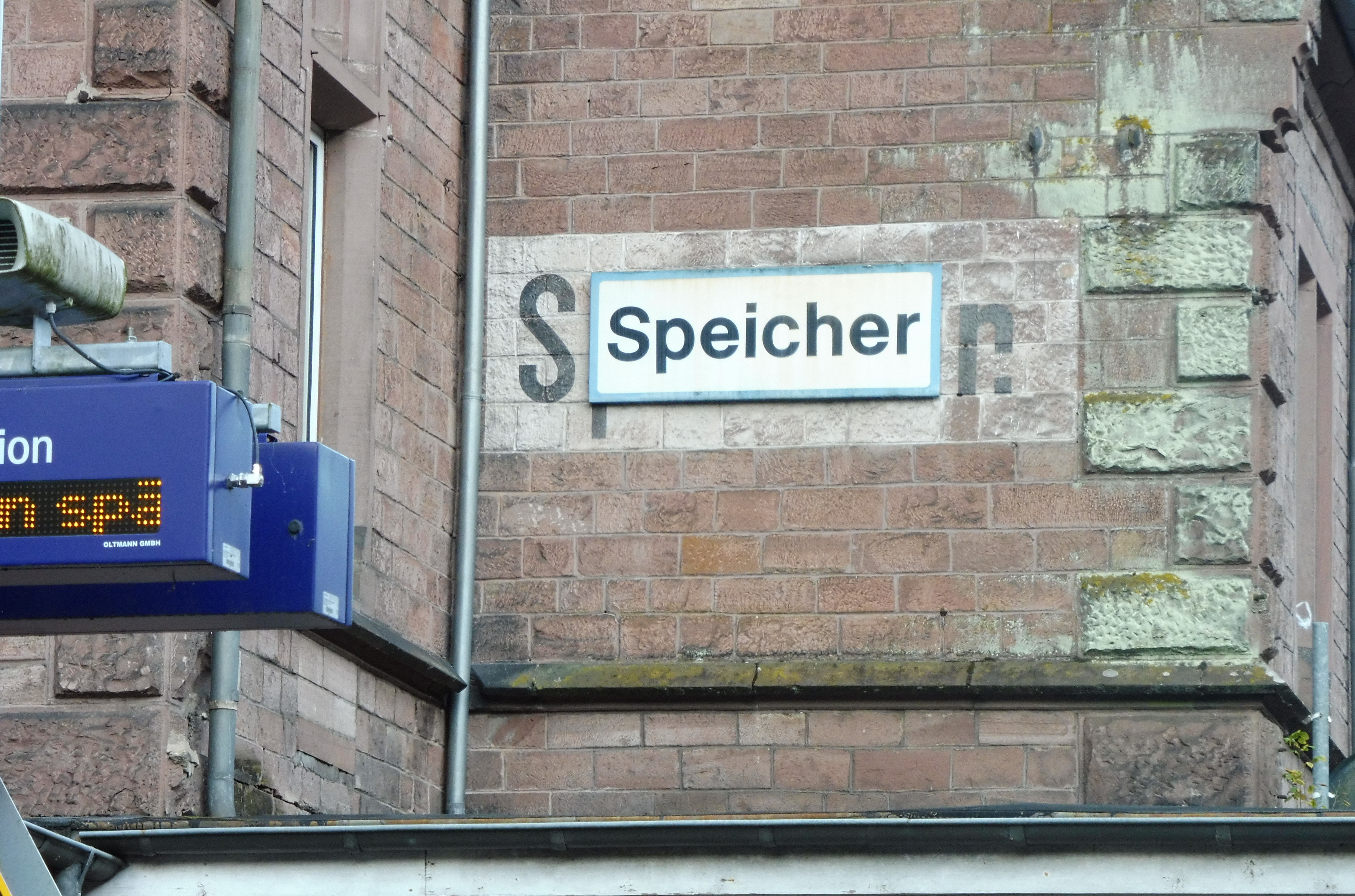
Bahnhofsschilder: Alt und neu

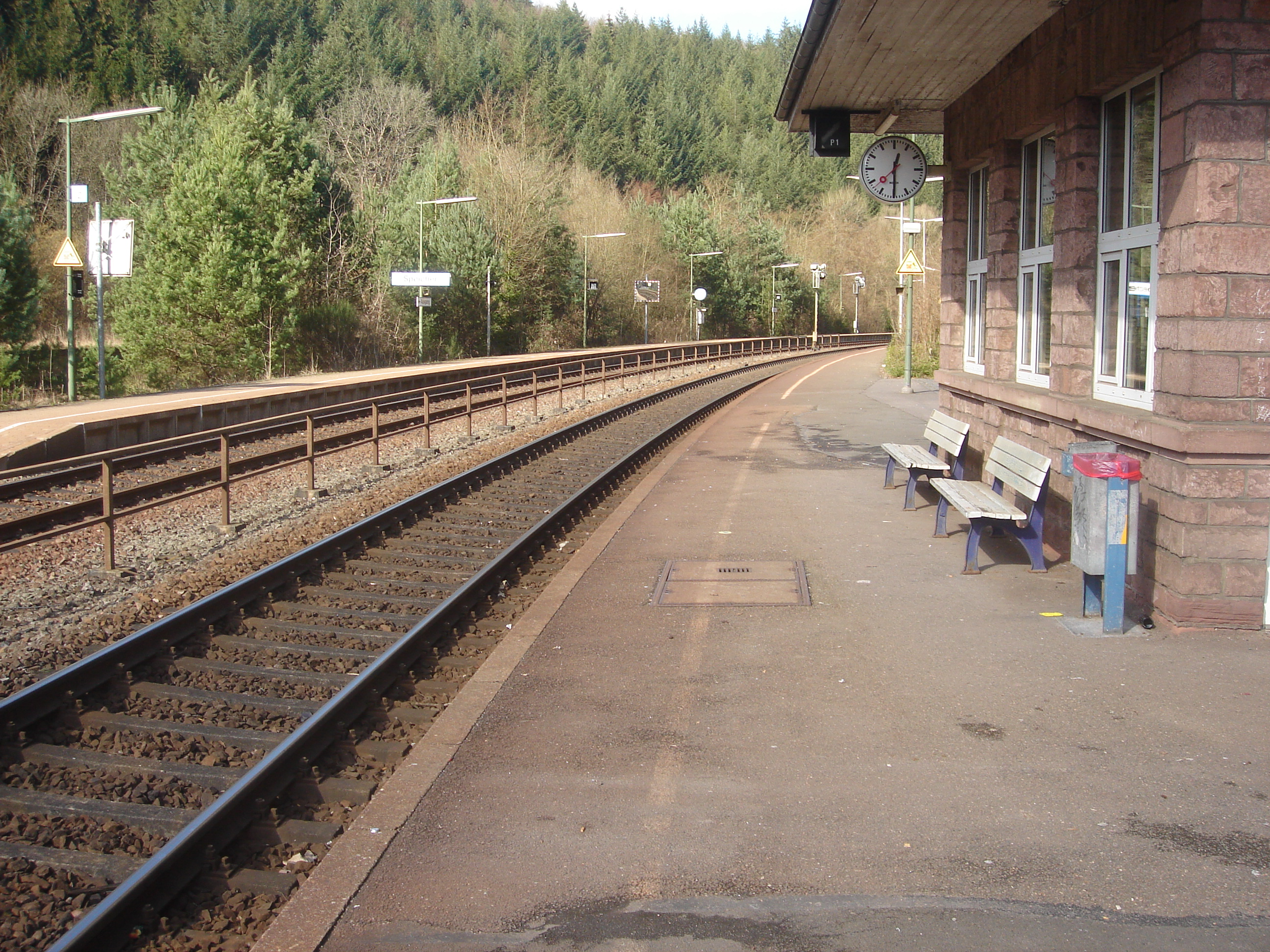
Nicht elektrifizierte Eifelstrecke Köln-Trier

Die Landesstraßen L 36 und L 39 führen durch die Stadt.
Der Bahnhof Speicher liegt an der Eifelstrecke (KBS 474). Er wird im Schienenpersonennahverkehr von den Zügen der RB 22 bedient:
| Linie       | Verlauf | Takt   |
| ----------- | --- | ------ |
| RE 22 RB 22 | Eifel-Express: Köln Messe/Deutz – Köln Hbf – Köln West – Köln Süd – Erftstadt – Weilerswist – Euskirchen – Mechernich – Kall (Gattungswechsel RE/RB) – Urft (Steinfeld) – Nettersheim – Blankenheim (Wald) – Schmidtheim – Dahlem (Eifel) – Jünkerath – Lissendorf – Oberbettingen-Hillesheim – Gerolstein – Birresborn – Mürlenbach – Densborn – Usch/Zendscheid – St. Thomas – Kyllburg – Bitburg-Erdorf – Hüttingen – Philippsheim – Speicher – Auw an der Kyll – Daufenbach – Kordel – Ehrang – Pfalzel – Trier Hbf (aufgrund von Elektrifizierungsarbeiten wechselnde Abschnitte längerfristig im Schienenersatzverkehr) Stand: 16. Juni 2025 | 60 min |

Durchgeführt wird der Schienenpersonennahverkehr von DB Regio NRW. Dabei kommen Fahrzeuge der Baureihen 620 und 622 zum Einsatz. Es gilt der Tarif des Verkehrsverbunds Region Trier (VRT).

## Persönlichkeiten

### Söhne und Töchter der Stadt
- Jakob Plein-Wagner (1836–1903), Töpfer und Heimatforscher
- Simon Salomon (1873–1943), Verleger, ermordet im KZ Theresienstadt, Pseudonym: Siegbert Salter[18]
- Jakob Husch (1875–1950), Politiker (Zentrum, CDU), Abgeordneter des Hessischen Landtags
- Jakob Plein (1876–1962), Trappist, Zisterzienser und Kartäuser
- Jean Winterich (1886–1931), Landtagsabgeordneter der KPD (1924–1931) und Mitglied des Zentralkomitees der KPD (1927–1931)
- Johann Jacobs (1903–1988), SPD-Landtagsabgeordneter, Bürgermeister von Speicher 1956–1964
- Philipp W. Fabry (* 1927), Philologe und Historiker[19]
- Peter Leo Reichertz (1930–1987), Arzt und Medizininformatiker
- Gerd Billen (* 1955), Ernährungswissenschaftler
- Joscha Remus (* 1958), Schriftsteller

### Mit Speicher verbunden
- Johann Jakob München (1768–1858), langjähriger Pastor von Speicher
- Reinhold Wirtz (1842–1898), Architekt, Kommunalkreis- und Diözesanbaumeister des Bistums Trier
- Hanns-Ferdinand Müller (* 1965), Manager und Unternehmer, in Speicher aufgewachsen